# Landavran
 Landavran ist eine französische Gemeinde mit 682 Einwohnern (Stand 1. Januar 2022) im Département Ille-et-Vilaine in der Region Bretagne; sie gehört zum Arrondissement Fougères-Vitré und zum Kanton Vitré. An der nordwestlichen Gemeindegrenze verläuft das Flüsschen Palet, das zur Cantache entwässert.

## Bevölkerungsentwicklung
| Jahr      | 1962 | 1968 | 1975 | 1982 | 1990 | 1999 | 2007 | 2017 |
| Einwohner | 210  | 226  | 229  | 239  | 330  | 399  | 556  | 692  |

## Sehenswürdigkeiten
- Kirche Notre-Dame (Chor 13. Jahrhundert)